# 圣皮埃尔德蒙
圣皮埃尔德蒙（法語：Saint-Pierre-de-Mons）是法国吉伦特省的一个市镇，属于朗贡区和南吉伦特县（Le Sud-Gironde）。该市镇总面积9.27平方公里，2009年时的人口为1069人。

## 人口
圣皮埃尔德蒙人口变化图示